# Sejmčan (fiume)
Il Sejmčan (in russo Сеймчан?) è un fiume dell'estremo oriente russo, affluente di sinistra della Kolyma. Scorre nel Srednekanskij rajon dell'Oblast' di Magadan.
Ha origine dalla confluenza dei due rami sorgentizi Pravyj Sejmčan e Levyj Sejmčan che scendono da un massiccio all'estremità sud-orientale della catena dei monti Čerskij; il fiume scorre dapprima con direzione nord-orientale, curvando successivamente verso sud-est, costeggiando a sud i rilievi dei monti Poljarnyj. Ha una lunghezza di 158 km (dalla sorgente del Pravyj Sejmčan,186 km). Sfocia nella Kolyma nel suo alto corso, a 1550 km dalla foce, presso l'insediamento omonimo. I suoi maggiori tributari sono Medvež'ja e Verina, provenienti dalla destra idrografica.
Il fiume, analogamente a tutti i fiumi del bacino, è gelato in un periodo che va in media da ottobre a fine maggio. Il Sejmčan attraversa una zona molto remota, dal clima molto rigido che provoca il bassissimo popolamento del suo bacino.